# Ipomoea variifolia
Ipomoea variifolia är en vindeväxtart som beskrevs av Carl Daniel Friedrich Meisner. Ipomoea variifolia ingår i släktet praktvindor, och familjen vindeväxter. Inga underarter finns listade i Catalogue of Life.